# Puente Japonés

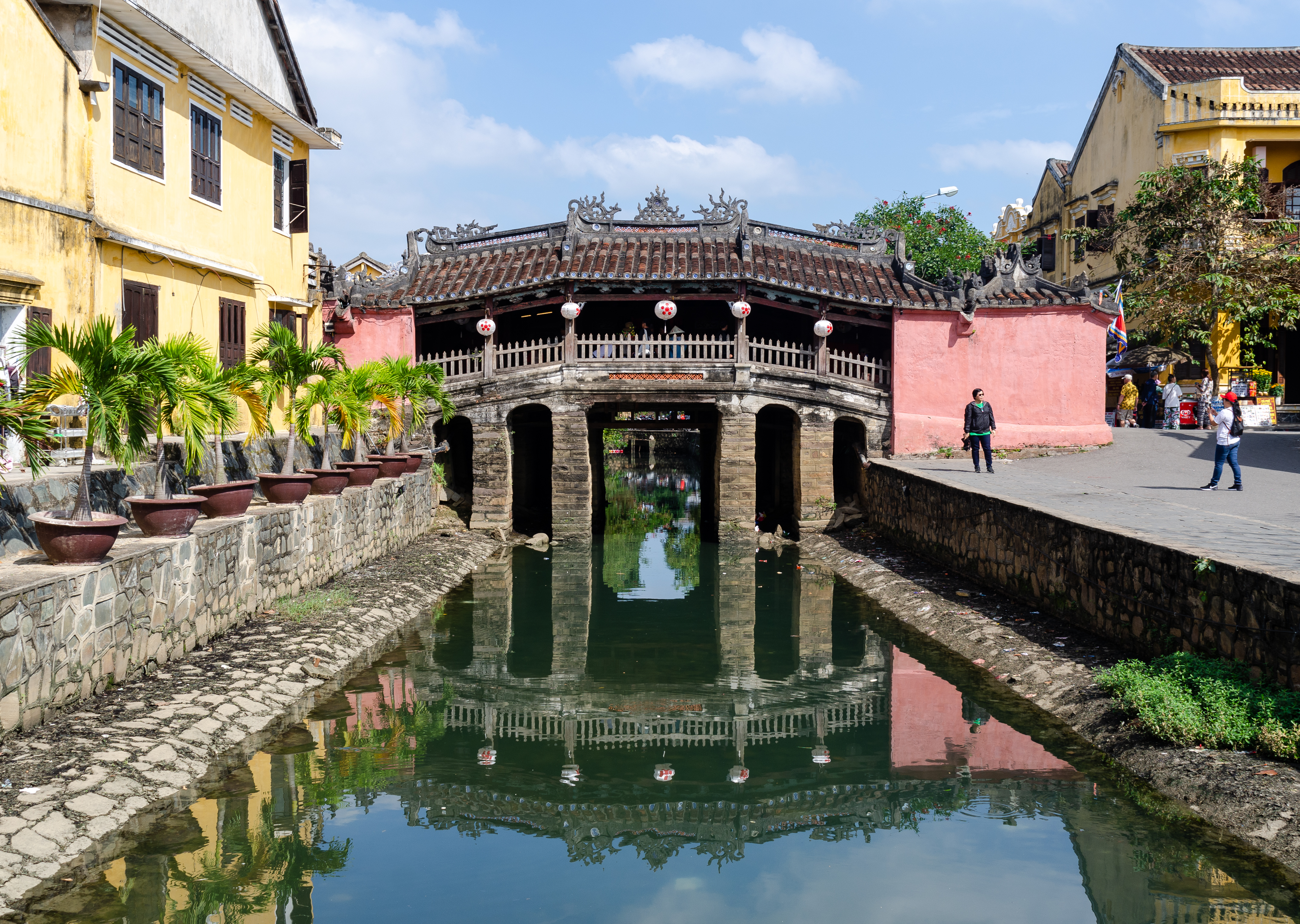
Vista del puente japonés

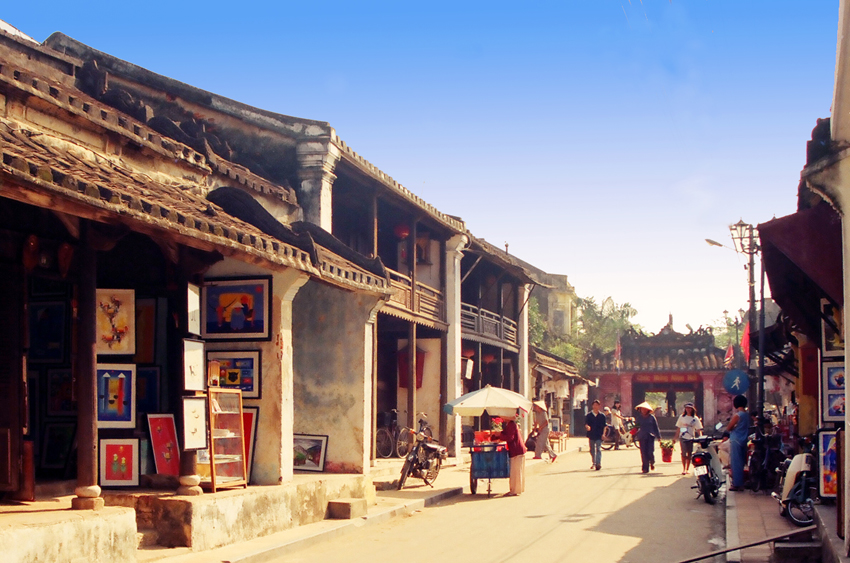
Casco antiguo de Hoi An con el Chùa Cầu al fondo

El Puente Japonés (comúnmente conocido en vietnamita como chùa cầu)  es un puente-pagoda de piedra cubierto de la ciudad Hội An, en Vietnam central, hoy monumento histórico. Divide dos barrios tradicionales, el chino y el japonés. Su construcción duró desde el año 1593 hasta el 1595. Tiene un tamaño de 18 metros de largo y su techo es de madera.  Es uno de los pocos puentes habitados del mundo que aun se conserva.
Según la leyenda, los habitantes de Hội An construyeron el puente para cazar un monstruo que se consideraba responsable de varios terremotos en la región. Creían que los pilares de piedra del puente iban a perforar el corazón del monstruo.

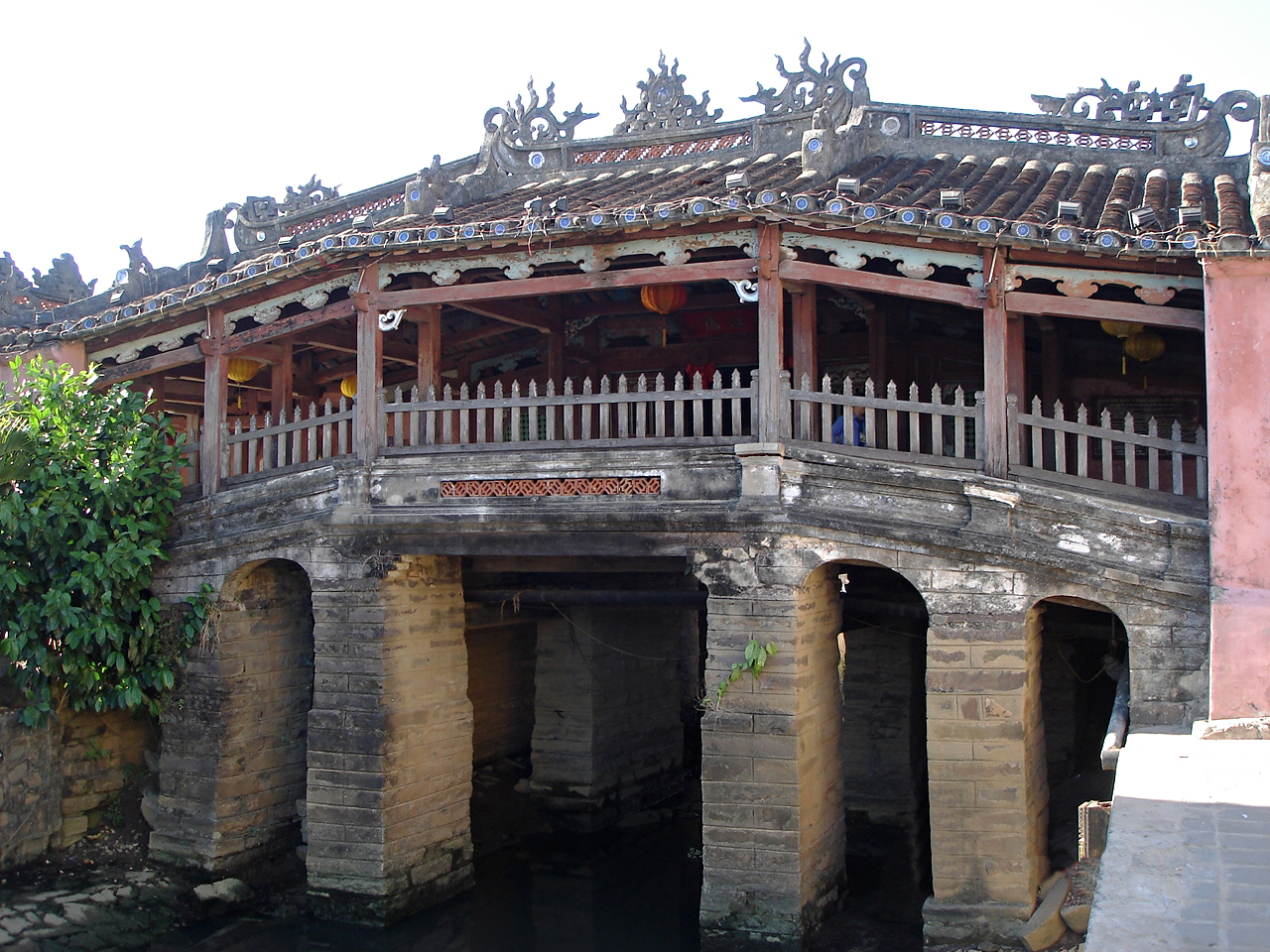
El puente-pagoda de Hội An
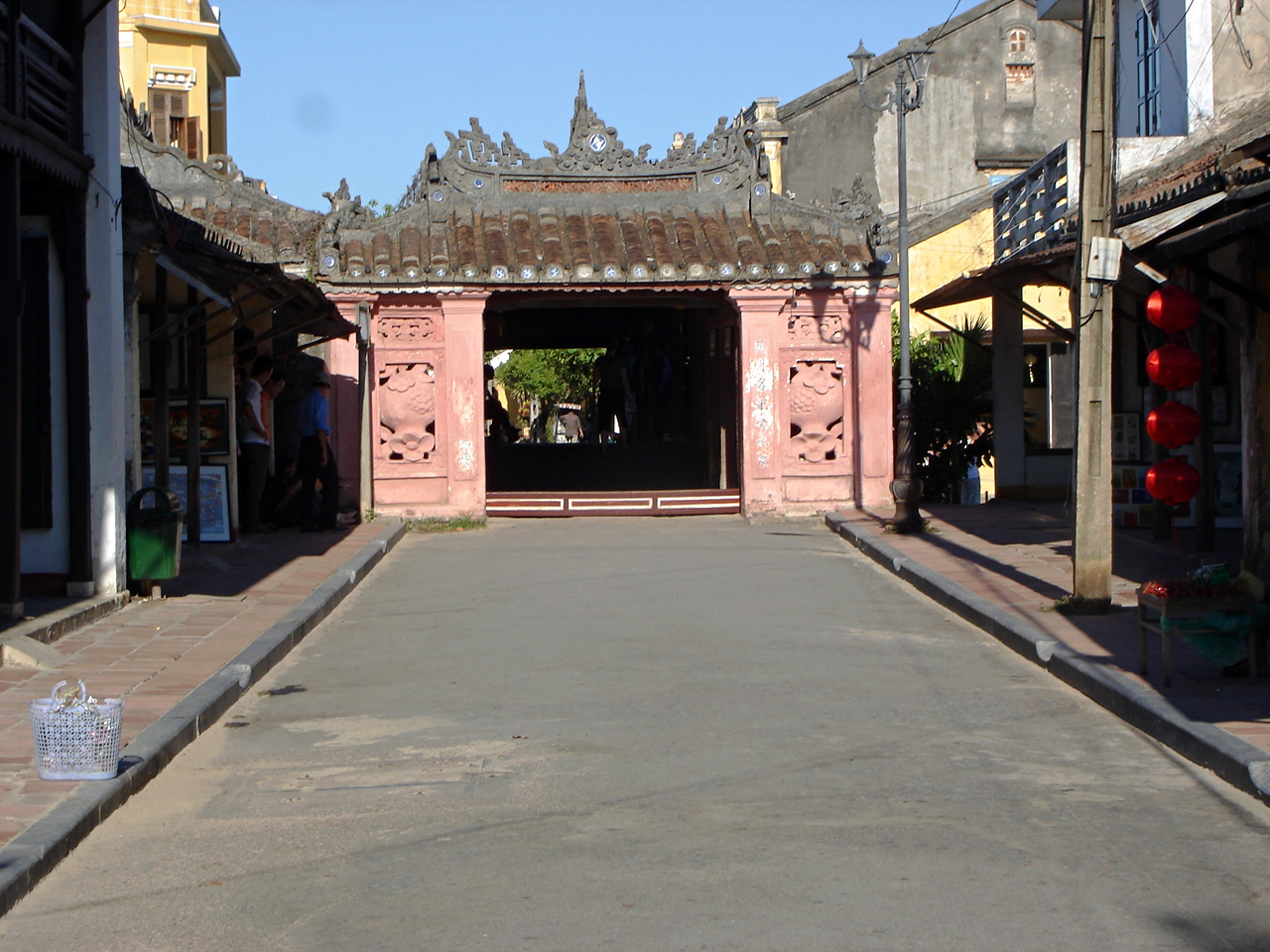
Acceso rodado desde el lado este
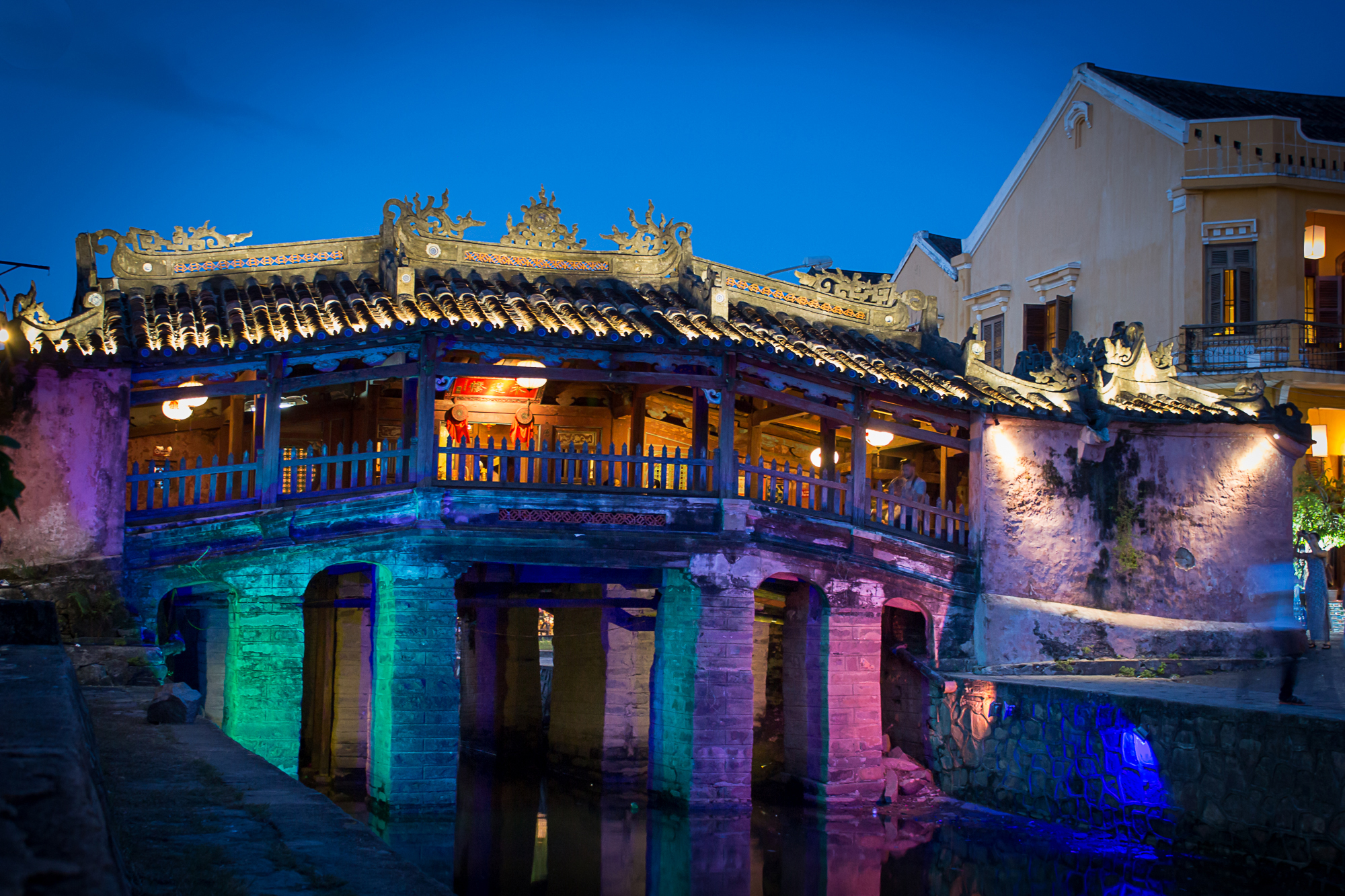
El puente iluminado por la noche
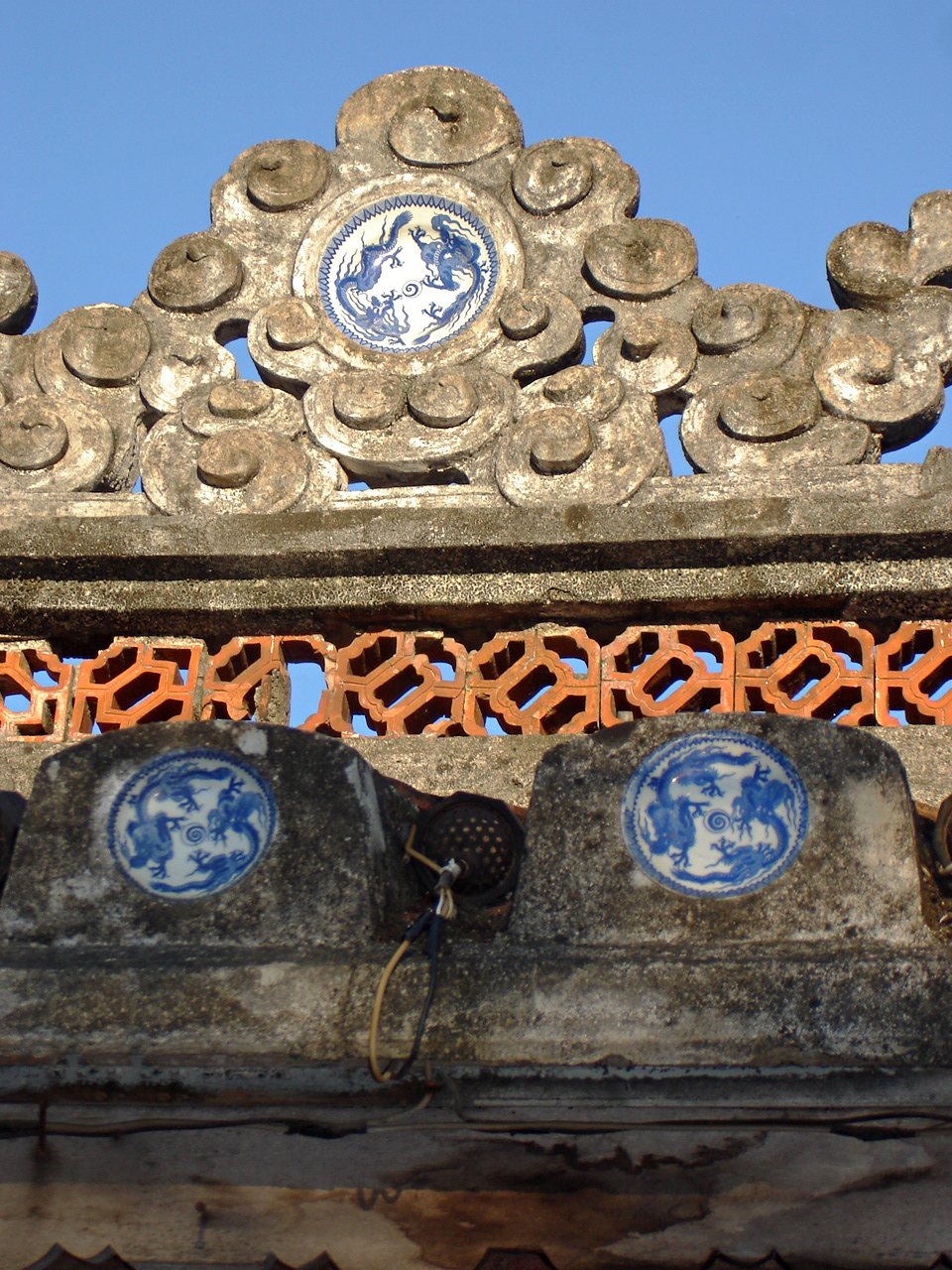
Detalles